# Cyperus latifolius
Cyperus latifolius là loài thực vật có hoa trong họ Cói. Loài này được Poir. mô tả khoa học đầu tiên năm 1806.